# ناوتو هوری
ناوتو هوری (انگلیسی: Naoto Hori؛ زادهٔ ۲۸ نوامبر ۱۹۶۴) بازیکن فوتبال اهل ژاپن است.